# Карл Теодор (герцог Баварський)
Карл Теодор Баварський (нім. Carl Theodor in Bayern; 9 серпня 1839, Поссенхофен, Верхня Баварія — 30 листопада 1909, Кройт, Баварія) — герцог Баварський, представник бічної гілки правлячої династії Віттельсбахів.

## Біографія
Син герцога Максиміліана Йозефа і Людовіки Баварської, брат імператриці Сіссі. Став наслідним герцогом в 1860 році після того, як його старший брат Людвіг Вільгельм вступив в морганатичний шлюб з акторкою Генріеттою Мендель.
У 1865 році Карл Теодор одружився зі своєю кузиною Софією, принцесою Саксонською (1845—1867), дочкою короля Йоганна I. У подружжя народилася дочка Амалія (1865—1912), дружина Вільгельма, 2-го герцога Ураха.
Був офіцером баварської армії, брав участь у боях Австро-Прусської (1866) і Франко-прусської (1870) воєн.
Навчався в Мюнхенському університеті, де вивчав філософію, право, економіку і медицину. Серед його вчителів були фізик Філіпп Жоллі, патолог Людвіг фон Буль і хімік Юстус фон Лібіх. У 1872 році він отримав від університету звання почесного доктора медицини. Потім Карл Теодор продовжив свою освіту, вивчаючи офтальмологію у Відні та Цюриху. Засмучений смертю своєї дружини і війнами, він, попри невдоволення своєї сім'ї, покинув армію і став доктором, а через деякий час і успішним окулістом.
У 1874 році Карл Теодор вступив у другий шлюб з Марією Жозе, інфантою Португальської (1857—1943), дочкою поваленого короля Мігеля. У цьому шлюбі народилися п'ятеро спільних дітей.
У 1877 році він почав лікарську практику. У 1880 році відкрив очну клініку в своєму палаці, а в 1895 році — в Мюнхені. Його дружина часто допомагала йому як асистентка.
Карл Теодор помер 30 листопада 1909 року в Кройті, Баварія.

## Родина
Дружина —Софія, принцеса Саксонською (1845—1867), дочкою короля Йоганна I. 
Діти:
- Амалія (1865—1912), дружина Вільгельма, 2-го герцога Ураха.

Дружина —  Марія Жозе, інфанта Португальська
Дітиː
- Софія Адельгейда (1875—1957) — дружина графа Тьоррінг-Єттенбах Ганса Файта, мала трьох дітей;
- Єлизавета (1876—1965) — дружина короля Бельгії Альберта I, мала трьох дітей;
- Марія Габріела (1878—1912) — дружина кронпринца Баварії Рупрехта, мала чотирьох дітей;
- Людвіг Вільгельм (1884—1968) — був одруженим із Анною Люсією цу Сайн-Вітгенштейн-Берлебург, власних дітей не мав, всиновив внучатого племінника;
- Франц Йозеф (1888—1912) — одруженим не був, мав позашлюбного сина.

## Нагороди

### Баварське королівство
- Орден Святого Губерта
- Орден Людвіга (Баварія), хрест
- Почесний громадянин Мюнхена

### Саксонське королівство
- Орден Рутової корони (1864)
- Військовий орден Святого Генріха, лицарський хрест (1870)

### Велике герцогство Баденське
- Орден Вірності (Баден) (1882)
- Орден Бертольда I (1882)

### Прусське королівство
- Орден Чорного орла (9 вересня 1891)
- Орден Чорного орла, великий хрест (9 вересня 1891)
- Князівський орден дому Гогенцоллернів, почесний хрест 1-го класу
- Почесний шеф 5-го драгунського полку

### Бельгія
- Орден Леопольда I, велика стрічка (1900) — весільний подарунок.
- Почесний доктор Левенського католицького університету
- Почесний член Брюссельської академії медичних наук

### Інші країни
- Орден Людвіга (Гессен-Дармштадт), великий хрест (Велике герцогство Гессенське; 19 січня 1861)
- Орден Золотого руна (Австро-Угорщина; 1862)
- Орден Вюртемберзької корони, великий хрест (Вюртемберзьке королівство; 1892)
- Орден Генріха Лева, великий хрест (Брауншвейзьке герцогство)
- Орден Вендської корони, великий хрест з короною в руді (Мекленбург)
- Орден Святого Карла (Монако), великий хрест
- Орден Слави (Туніс), велика стрічка